# Laila Iskander
Laila Iskander Kamel (ur. 1949 w Al-Minji) – egipska działaczka społeczna i polityczka. 

## Życiorys

### Wykształcenie
Ukończyła studia z ekonomii i nauk politycznych na Wydziale Polityki i Ekonomii Uniwersytetu Kairskiego oraz Studiów Bliskowschodnich i Rozwoju Edukacji Międzynarodowej na Uniwersytecie Kalifornijskim w Berkeley i Uniwersytecie Columbia.

### Polityka
Od 16 lipca 2013 do 8 czerwca 2014 była ministrą środowiska, a od 17 czerwca 2014 do 19 września 2015 pełniła funkcję ministry rozwoju (ar. وزيرة التطوير الحضاري والعشوائيات) w rządzie Ibrahima Mahlaba.

## Nagrody
- 1994: Nagroda Goldmanów za program recyklingu udowadniający, że zbieranie śmieci daje zatrudnienie i poprawia warunki życia[4].
- 2006: Best Social Activist Award fundacji Schwab w kategorii Przedsiębiorca społeczny[5]